# Rhabdocephala brunnea
Rhabdocephala brunnea är en insektsart som beskrevs av Van Duzee 1929. Rhabdocephala brunnea ingår i släktet Rhabdocephala och familjen lyktstritar. Inga underarter finns listade i Catalogue of Life.